# جيلونج 3
جيلونج 3 أو (بالإنجليزية: Smart Dragon 3 - SD-3)، وتعني بالصينية «التنين الرشيق»، هو صاروخ إطلاق مداري يعمل بالوقود الصلب طورته شركة China Rocket التابعة للأكاديمية الصينية لتكنولوجيا مركبات الإطلاق لإطلاق ما يصل إلى 1,500 كجم إلى مدار متزامن مع الشمس على ارتفاع 500 كم. يبلغ ارتفاع الصاروخ 31 متراً، وقطره 2.65 متراً، ويزن 145 طناً. يتكون الصاروخ من 4 مراحل. يبلغ قطر الغلاف الخارجي للصاروخ 3.35 متر، ويستخدم نفس محركات الصواريخ المستخدمة في صاروخ Zhongke-1 (ZK-1، Lijian-1).
كانت الرحلة الأولى لجيلونج 3 في 9 ديسمبر 2022، الساعة 06:35 بالتوقيت العالمي ناجحة. قام بإرسال أربعة عشر قمرا صناعيا صغيرا إلى مدار قطبي. وكانت الأقمار الصناعية هي Jilin-1 Gaofen-03D-44-50 وPingtai-01A01 وHEAD 2H وJinzijing Qilu-1 05 و06 وTianqi 07 وHuoju 1 (Torch 1) وCAS 5A. تم الإطلاق من منصة عائمة قبالة سواحل يانتاي في مقاطعة شاندونغ.